# 木村吉清
木村吉清（?—1598年），日本戰國時代至安土桃山時代的武將、大名。別名光清。

## 生平
生年不詳。最初仕於荒木村重，後來成為明智光秀的家臣。在山崎之戰後，被豐臣秀吉登用為家臣。一說是因為在接收龜山城時，展示出才能而被大政所賞識，於是被登用。
以太閤檢地的奉行身份立功，還有在天正18年（1590年）的奧州仕置中，於名淵等戰事中撃破敵軍，並取得大將首級而立下武功。因為這次戰功，從知行5千石，加增至舊大崎、葛西領地（現今宮城縣北部和岩手縣南部）12郡約30萬石，與兒子清久一同成為蒲生氏鄉的與力。
不過因為實施檢地，嚴格收取年貢，以及沒有登用舊大崎、葛西家臣的地侍等勢力為家臣，並執行刀狩，更因為家臣不足，於是大量登用浪人和足輕等，這些新家臣不斷對領民作出暴行，於是令領內爆發一揆（葛西大崎一揆）。此時被一揆軍攻至居城寺池城，於是在佐沼城死守，而領內諸城亦被一揆軍攻陷，於是與兒子清久一同被圍困在佐沼城中，後來蒲生氏鄉和伊達政宗派遣援軍鎮壓一揆軍，一揆被鎮壓後，被追究一揆爆發的責任，於是領地被沒收。
此後成為氏鄉的客將，文祿元年（1592年），被賜予信夫郡（現今福島市）5萬石。之後把居城從大森城移至杉目城，並把杉目改名為福島（今日福島縣的名字源由）。慶長3年（1598年），在蒲生氏被移封至宇都宮後，離開蒲生氏，並被賜予豐後國1萬5千石，再次被取用而成為大名，不過在同年死去。

## 登場作品
電視劇
- 『獨眼龍政宗』（NHK大河劇，1987年，演員：牟田悌三）